# 劉百川
劉百川（1870年—1964年），安徽六安縣十里沟人，中国武术家。自幼習武，得少林寺志善和尚了禪（俗名楊澄雲）秘傳小罗汉和罗汉神打。刘百川身手非凡，尤其擅长腿法．劉個性剛勇，体格镖悍，魁梧健壮，中過武舉，中年走鏢關外。曾遊香港，以子母鴛鴦連環腿聞名。曾任孫中山保鑣。

## 生平
1923年，劉百川負責成立漢口市國民黨部，曾出席國民黨第二次代表大會代表。
1928年，南京舉行第一屆全國國術比賽期間，據稱杜心五的徒弟萬籟聲前去挑戰楊澄甫，時楊正在刷牙，萬突然施襲，一腳將楊踢倒，于是万向外界聲稱打敗了楊，當時劉百川對萬很不滿，認為萬不尊敬前輩。楊事后去找師父吳鑒泉，吳也忍不住要找萬籟聲，后經杜心五再三替徒賠禮道歉，遂將此事平息。亦有說為了此事，劉百川與杜心五曾經以武會友，萬籟聲從此亦尊劉百川為師。
1929年的杭州西湖博覽會舉辦過一次大規模的全國武術擂台賽。由委員長李景林，副委員長孫祿堂等26人擔任了評判委員會，楊澄甫、杜心五、吳鑒泉、劉百川、南拳名師蕭聘三等37人擔任了檢察委員。
博覽會結束后，西湖博覽會新建的工業館改成了 “浙江省國術館”。劉百川、蕭聘三等擔任教師。浙江省國術館從1930年開始招收第一批學生，一直到1937年日本侵略時停辦。
1931年，在浙江省國術館，因為楊澄甫說蕭聘三的拳術沒什麼用，導致黑虎拳蕭聘三及太極拳名師楊澄甫當場發生打鬥。雙方都使出狠絕招式，導致兩位名師都受內傷，不再教武術。不久，楊澄甫便離開了國術館，由劉百川繼任教務長一職。

## 外部連結
- 浙江省國術館中的秘密 張學勤 王大土 （页面存档备份，存于）
- 少林禅宗罗汉拳揭秘 （页面存档备份，存于）

1. ↑  . lsw1230795.mysinablog.com.   [2018-06-24]. （原始内容存档于2018-06-24） （中文（臺灣））.